# Comisie
Comisie (latină comittere - a organiza) este un comitet cu rol permanent sau temporar, format dintr-o grupă de persoane calificate într-un anumit domeniu care sunt însărcinate, împurtenicite să cerceteze și să ia hotărârile, măsurile necesare sau să dea calificativele pe care le crede de cuviință.
Astfel se pot aminti: Comisii politice, economice, financiare, la nivel de regiune, țară sau pe plan internațional.